# خودز (آدیغیه)
خودز (به لاتین: Khodz) یک منطقهٔ مسکونی در روسیه است که در شهرستان کوشخابلسکی واقع شده‌است. خودز ۲٬۷۷۲ نفر جمعیت دارد.